# Старовірівка (Куп'янський район)
Старові́рівка (до початку XIX ст. — хутори Осинівські, в 20-х рр. ХХ ст. — Раковка) — село в Україні, у Шевченківському районі Харківської області. Населення становить 573 осіб (03.07.2024). До 2020 орган місцевого самоврядування — Старовірівська сільська рада.

## Географія
Село Старовірівка знаходиться на березі річки Осинівка, недалеко від її витоків, нижче за течією примикає село Грушівка. Село витягнуто вздовж річки на 6 км. Уздовж села проходить залізниця, станції Тишківський, Соляниківка і Старовірівка.

## Історія
За переказами старожилів, село засноване в середині XVII століття як слобода Макарівка, проте документального підтвердження ця версія не знайшла. У той же час у «Планах Генерального межевания Купянского уезда 1784 года» на місці нинішньої Старовірівки нанесені хутори Осинівські, вони й поклали початок історії населеного пункту. Перша назва села пов'язана з місцевою річкою Осинівка, у верхів'ї якої поставили свої оселі перші мешканці населеного пункту.
У вивчених архівних документах село Старовірівка вперше згадується у 1816 році, коли проводилася 7-а ревізія населення Російської імперії. При цьому документи дозволяють стверджувати, що першими мешканцями села стали військові обивателі (пізніше державні селяни), яких масово переселяли сюди в ті роки.
Свою назву сучасне село отримало від невеликої громади розкольників-старообрядців (старовірів), які проживали в населеному пункті в ХІХ та на початку ХХ ст.
У 1853 р. на кошти парафіянин у Старовірівці було збудовано, а в наступному році освячено дерев'яну церкву Ікони Казанської Божої Матері.
7 (20) листопада 1917 року, відповідно до.Третього Універсалу Української Центральної Ради, увійшло до складу Української Народної Республіки.
Церква у період Визвольних змагань з невідомих причин згоріла. Вона у 1918 р. відкрила список тих церков нашого краю, які були стерті з лиця землі після приходу більшовиків до влади. Відновлено храм лише в 2000 р.
У 20-х роках ХХ століття, після встановлення більшовицької окупації, село отримало нову назву Раковка, на честь радянського комуністичного партійного діяча Християна Раковського. Та через кілька років селу повернули його колишню назву — Старовірівка. У 1923—1924 роках село було адміністративним центром Раковського району.
12 червня 2020 року, відповідно до Розпорядження Кабінету Міністрів України № 725-р «Про визначення адміністративних центрів та затвердження територій територіальних громад Харківської області», увійшло до складу Шевченківської селищної територіальної громади.
19 липня 2020 року, в результаті адміністративно-територіальної реформи та ліквідації Шевченківського району, село увійшло до складу новоутвореного Куп'янського району Харківської області.

## Економіка
- Птахо-товарна ферма.
- Птахокомплекс «Старовірівський ТД», ТОВ.
- Кар'єр з видобутку Формувального піску.
- Старовірівський кар'єр, ЗАТ.
- ТОВ «Виробничо-комерційна фірма „Старк“».

## Об'єкти соціальної сфери
- Дитячий садок.
- Школа.
- Будинок культури.
- Фельдшерсько-акушерський пункт.

## Видатні уродженці
- Козирєв Микола Володимирович — український радянський діяч.